# Gijsbertus Johannus van den Berg

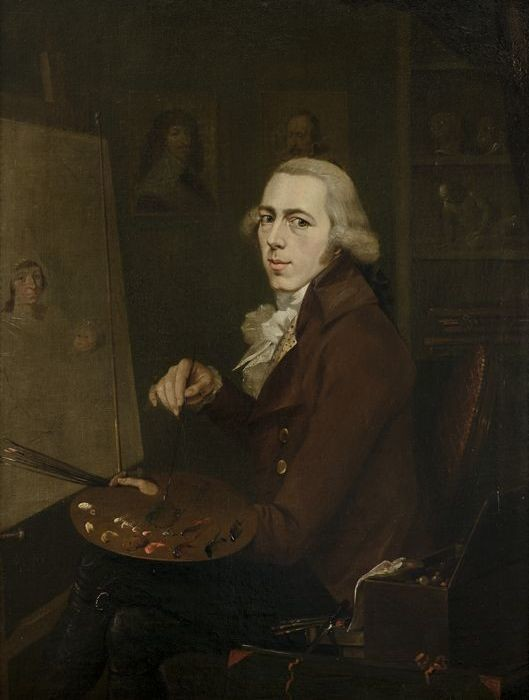
Gijsbertus Johannus van den Berg, Selbstporträt, 1794

Gijsbertus Johannus van den Berg, auch Gijsbertus Johannes van den Berg (* 1. November 1769 in Rotterdam; † 4. September 1817 ebenda), war ein niederländischer Porträt- und Miniaturmaler, Kopist und Kunstlehrer.

## Leben

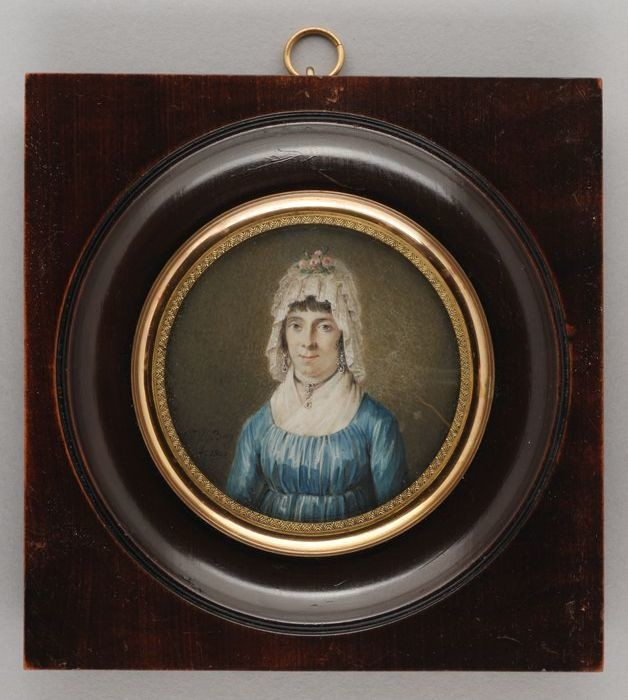
Mada van Zuylen van Nyfelt, Porträtminiatur um 1800

Van den Berg erhielt eine künstlerische Ausbildung bei dem Maler Johannes Zacharias Simon Prey (1749–1822) in Rotterdam. Danach lebte er drei Jahre in Antwerpen sowie dreieinhalb Jahre in Düsseldorf und Mannheim, wo er Bilder kopierte, insbesondere solche von Adriaen van der Werff und Anthonis van Dyck. 1790 kehrte er in seine Vaterstadt zurück. Dort wurde er im selben Jahr Zeichenlehrer des Rotterdamer Zeichenvereins („corrector van het Tekengenootschap te Rotterdam“). In dieser Künstlervereinigung diente er vier Mal als Vorstand. Zu seinen Schülern zählten sein Sohn Jacobus Everhardus Josephus van den Berg (1802–1861, ab 1844 Direktor der Koninklijke Academie van Beeldende Kunsten), Cornelis Ouboter van der Griendt (1797–1868) und Gillis de Meyer (1790–1867). In Rotterdam malte er nur noch Bildnisse, insbesondere als Miniatur. Porträts führte er oft in schwarzer und roter Kreide aus. Sein Sohn, Jacobus Everhardus Josephus van den Berg, wurde ebenfalls Maler.